# Anthurium spectabile
Anthurium spectabile är en kallaväxtart som beskrevs av Heinrich Wilhelm Schott. Anthurium spectabile ingår i släktet Anthurium och familjen kallaväxter. Inga underarter finns listade.